# رود مینه‌سوتا
 رود مینه‌سوتا شاخه‌ای از رودخانه میسیسیپی است. این رود در ایالت مینه‌سوتا در ایالات متحدهٔ آمریکا جاری است. طول تقریبی این رودخانه به طول تقریبی ۳۳۲ مایل (۵۳۴ کیلومتر) است. حوزهٔ آبریز این رودخانه نزدیک به ۱۷٬۰۰۰ مایل مربع (۴۴٬۰۰۰ کیلومتر مربع) است که ۱۴٬۷۵۱ مایل مربع آن در ایالت مینه‌سوتا و باقی آن در ایالت‌های داکوتای‌جنوبی و آیوا می‌باشد.